# Palazzo Nervi-Scattolin
Palazzo Nervi-Scattolin ist ein Palast in Venedig in der italienischen Region Venetien. Er liegt im Sestiere San Marco zwischen dem Campo San Luca und dem Campo Daniele Manin. Heute ist dort die Cassa di Risparmo di Venezia ansässig.

## Geschichte
Das vorhergehende Gebäude aus dem Jahre 1883 war bereits als Sitz der Cassa di Risparmo di Venezia gedacht.
1970 wurde dieses Gebäude durch den neuen Palast ersetzt, der 1972 eingeweiht wurde. Dies war ein durchaus umstrittenes Vorgehen, das zu einem schwierigen Umsetzungsprozess führte.
Die mit der Realisierung des Baus beauftragten Architekten waren Pier Luigi Nervi und Angelo Scattolin, nach denen der Palast benannt wurde.

## Beschreibung

### Äußeres
Der wichtigste Teil des Palastes ist die Fassade zum Campo Daniele Manin hin. Sie zeigt sich im Gegensatz zu den Bauten auf den anderen Seiten des Platzes. Diese sind in pseudo-antiken Stil gehalten, der die venezianische Gotik wieder aufnimmt, stammen aber aus dem 19. Jahrhundert.
Die Fassade des Palazzo Nervi-Scattolin ist sehr modern und erstreckt sich über drei Stockwerke. Im Erdgeschoss hat sie ein wichtiges, bronziertes Tor, ein Werk des Bildhauers Simon Benetton, und in den beiden Hauptgeschossen eine ununterbrochene Serie von quadratischen Öffnungen, die durch Pilaster getrennt sind.
Die Rückseite des Gebäudes zeigt zur Campo San Luca. Die Fassade behielt die originalen Linien aus dem 18. Jahrhundert in Einklang mit den anderen Fassaden des Platzes und im Zusammenspiel mit den Gebäudeteilen aus dem 20. Jahrhundert.

### Innenräume
Das Innere, das Ergebnis eines engagierten architektonischen Projektes von Nervi, ist vor allen Dingen durch eine großartige Wendeltreppe in Stahl, Holz und Stahlbeton charakterisiert. Unten an der Treppe sind zwei Skulpturen von Arturo Martini platziert, Agricoltore con spighe (dt.: Bauer mit Ähren) und Ercole con la pelle del leone (dt.: Herkules mit dem Löwenfell) aus dem Jahre 1910.
In den Sälen des Palastes sind viele Gemälde ausgestellt:
- San Michele Arcangelo, venezianische Schule des 17. Jahrhunderts
- La scuola di musica, Pietro Longhi
- Ritratto di procuratore, Alessandro Longhi
- Concilio degli dei, Jacopo Tintoretto
- Giudizio Universale, Giambattista Tiepolo
- Gentiluomo veneto, Domenico Tintoretto
- Bozzetto del Paradiso, Domenico Tintoretto (?)

Darüber hinaus gibt es in der historischen Bibliothek der Cassa di Risparmo di Venezia handschriftliche Buchmalereien und alte Bücher.